# ليك جورج (نيويورك)
ليك جورج (بالإنجليزية: Lake George, New York)‏ هي معلم جغرافي تقع في الولايات المتحدة في مقاطعة وارين، نيويورك. يقدر عدد سكانها بـ 3,578 نسمة .